# あみるのママで
『あみるのママで』はラジオ大阪（OBC）で2016年4月2日から2021年9月25日まで放送されていたラジオの生番組で、河島あみるの冠番組でもある。

## 放送時間
- 土曜日 12:30 - 14:30（2016年4月2日 - 2019年3月30日）
- 土曜日 13:00 - 14:30（2019年4月6日 - 2021年9月25日）

## 出演者
- パーソナリティ：河島あみる
- アシスタント：川田一輝

## タイムテーブル
- 13:00 オープニング
- 13:30 気にトピッ!
- 13:50 一輝のSAKANA道
- 14:10 あみるのポポイのポイ!
- 14:25 エンディング